# Дамасское дело
Дамасский дело (араб. حادثة دمشق‎) — обвинение евреев Дамаска в ритуальном убийстве исчезнувшего католического монаха и его слуги в 1840 году.

## Исчезновение монаха и его слуги и обвинения в адрес евреев
15 февраля 1840 года произошло исчезновение монаха-капуцина с острова Сардиния отца Тома́ и его слуги-грека Ибрагима Амары.
Капуцины распространили слух, будто пропавшие убиты евреями с целью использования их крови для выпечки мацы. Поскольку католики Сирии находились под официальным покровительством Франции, расследование должно было производиться французским консулом, Ратти-Ментоном. Он решил использовать этот кровавый навет для укрепления позиций Франции на Ближнем Востоке, а монахи — для усиления французского влияния на христианские общинные учреждения Сирии. Дамасский губернатор принял сторону консула и монахов и потребовал от евреев найти пропавших в течение трёх дней.
Несколько евреев было арестовано. Двое из них умерли под пытками, один (Моше Абулафия) перешёл в ислам, а еврейский парикмахер Соломон Негрин совершил под пытками вынужденное признание в убийстве и оговорил других евреев. Власти Дамаска объявили это признание и якобы обнаруженные останки жертв бесспорным доказательством вины евреев в двойном убийстве. Последовала новая серия арестов и жестоких пыток, дошедшая до того, что 63 еврейских ребёнка были взяты в заложники с целью выпытать у их родителей место, где спрятана кровь жертв.
Христианские и мусульманские толпы фанатиков нападали на еврейские общины по всему Ближнему Востоку. Многочисленная христианская похоронная процессия, посвящённая отцу Тома (без его тела), прошла по улицам Дамаска. На могильной плите было выбито: «…убит евреями 5-го февраля 1840 года». Табличка с арабским переводом этой надписи до сих пор висит на францисканской церкви в Дамаске.

## Протесты и переговоры
Дело привлекло широкое международное внимание в первую очередь благодаря усилиям австрийского консула в Алеппо — Элиау Пикотто, являвшегося представителем египетского Ибрагима-паши, который дал указание провести расследование. 15 тыс. евреев в шести американских городах протестовали против произвола над своими собратьями в Сирии. Консул США в Египте выразил официальный протест от имени президента Мартина Ван Бюрена. Британский общественный деятель сэр Мозес Монтефиоре при поддержке влиятельных британцев лорда Пальмерстона, французского адвоката Адольфа (Исаака) Кремье, австрийского консула Мерлатто, миссионера Джона Николайсона и Соломона Мунка, главы делегации обратился к правившему в Сирии египетскому паше Мухаммеду Али.
Переговоры в Александрии продолжались с 4 по 28 августа 1840 года. Мухаммеду Али предложили передать дело на рассмотрение властям Александрии или европейским судьям в Дамаске. Делегации в этом было отказано, но Мухаммед Али, заинтересованный, как и французы, в избежании подробного расследования действий дамасских властей, уступил давлению европейских держав и издал указ о помиловании обвиненных и прекращении следствия. Результатом было обеспечение безоговорочного освобождения и признания невиновными девятерых оставшихся в живых заключённых (из тринадцати). В качестве компромисса, была принята формулировка «за отсутствием состава преступления», а не «помилованы правителем».
Позже в Стамбуле сэр Мозес Монтефиоре выхлопотал у султана Абдул-Меджида I указ (6 ноября 1840 года), объявлявший кровавый навет клеветой и запрещавший судебные преследования евреев по этому обвинению на всей территории Османской империи.

«… и во имя любви к нашим подданным, мы не можем допустить, чтобы еврейская нация, чья невиновность в приписываемых им преступлениях очевидна, подвергалась преследованиям и мукам в результате обвинений, не имеющих под собой и доли правды…».

## Волна погромов
Погромы прокатились по всему Ближнему Востоку и Северной Африке:
- Халеб (Алеппо — Сирия; 1850, 1875),
- Дамаск (1840, 1848, 1890),
- Бейрут (1862, 1874),
- Дейр-эль-Камар (1847),
- Иерусалим (1847),
- Каир (1844, 1890, 1901-02),
- Эль-Мансура (Египет; 1877),
- Александрия (Египет; 1870, 1882, 1901-07),
- Порт-Саид (Египет; 1903, 1908),
- Даманхур (Египет; 1871, 1873, 1877, 1891),
- Стамбул (1870, 1874),
- Бююкдере (Турция; 1864),
- Кузгунджук (Турция; 1866),
- Эюп (1868),
- Эдирне (Адрианополь — Турция; 1872),
- Измир (Турция; 1872, 1874) — это лишь наиболее известные случаи погромов[1].

## Последствия в Европе
Согласно Даниэлю Пайпсу,

…в действительности, Дамасское дело имело ужасающие последствия в Европе, где оно вызвало страшные преследования евреев, наиболее масштабные за все годы. Евреи были совершенно не подготовлены к бедствиям, которые им пришлось пережить, но вынесли из этой трагедии, что им надо организовать своё лобби и новое движение еврейской солидарности, положив основу будущим еврейским организациям.

Этот случай привёл к активному росту новой еврейской газетной прессы.

В результате возникло чувство солидарности между еврейскими общинами Европы, которого никогда до сих пор не было. Таким образом, Дамасское дело привело к появлению новой еврейской газетной прессы, особенно в Западной Европе, как известная парижская газета Les Archives Israélites de France (1840—1935) и лондонская The Jewish Chronicle (1841 до наст.вр.).

Дамасское дело стимулировало французских евреев заложить основу Всемирного израильского союза в 1860 году.

## Современные отголоски
Махмуд Аль-Саид Аль-Курди написал две статьи в египетской ежедневной газете «Аль Акбар», повторяющие традиционные обвинения в Дамасском деле. Первая статья вышла в печать 20 октября 2000 года. Вторая — под заголовком «Последний миг в жизни отца Фомы» — 25 марта 2001 года.
В 2002 году было отмечено повторное обвинение по делу 1840 года в книге сирийского государственного деятеля, министра обороны Мустафы Тласа «Маца Сионизма».. Во введении к книге, он пишет: «Моя цель — пролить свет на несколько секретов еврейских сект… их отвратительный фанатизм и претворение в жизнь учений Талмуда.» Эта книга стала бестселлером в арабском мире.
В своём интервью, вышедшим в эфир ливанского телевидения «TeleLiban» 30 января 2007 года, ливанский поэт Марван Шамон утверждает: «…убийство священника Фомы… в 1840 году… в присутствии двух раввинов, в самом центре Дамаска, в доме близкого друга священника Дауда Аль-Харари, главы еврейской общины Дамаска. После того, как он был убит, его кровь была выцежена, и два раввина унесли её.»